# Stüdenitz
Stüdenitz (auf einer Karte von 1680 auch: Stynitz) ist ein Gemeindeteil der Gemeinde Stüdenitz-Schönermark, die dem Amt Neustadt (Dosse) angehört. Das Amt Neustadt (Dosse) liegt im Südwesten des Landkreises Ostprignitz-Ruppin in Brandenburg.

## Geschichte

### Vorgeschichte
Zu Beginn der Zeitrechnung lebten im Gebiet der Ostprignitz germanische Stämme. Im 4. Jahrhundert nahm die Völkerwanderung zu. Die germanischen Stämme zogen in Richtung Westen. Aus den östlichen Gebieten zogen die Slawen in das verlassene Gebiet. Um 946 gründete Otto I. die Bistümer Havelberg und Brandenburg (948) als Ausgangspunkt für die Christianisierung der Slawen.

### Erste Erwähnung
Die erste schriftliche Erwähnung von Stüdenitz ist von 1274. Im Grenzbereich des markgräflichen und bischöflich-havelbergischen Territoriums gelegen, wurde es sowohl vom Markgrafen als auch vom Havelberger Bischof zu Lehen ausgegeben. So war Stüdenitz bis 1872 im Besitz des Domkapitels bzw. Amtes Havelberg. Teile hatten die von Königsmark, die Herrschaft von Kletzke und die Herrschaft von Rühstädt als Lehen.

### Entwicklung
Stüdenitz entwickelte sich zu einem der größten Dörfer der Ostprignitz, an der Bahnstrecke Berlin-Hamburg gelegen, hatte es von 1911 bis 1993 einen Bahnhof. Es siedelten sich neben der Landwirtschaft auch mehrere Handwerker und Kaufleute an. Nach einem großen Brand am 30. August 1866 wurden große Teile des Dorfes, vor allem die großen Häuser in der Ortsmitte, neu aufgebaut. Seit dem Jahr 1913 verfügt Stüdenitz über eine zentrale Wasserversorgung. Am Spring steht ein Gedenkstein, mit der Inschrift „Wasserleitung erbaut 1913 - In dankbarer Erinnerung Ihren Förderern“.

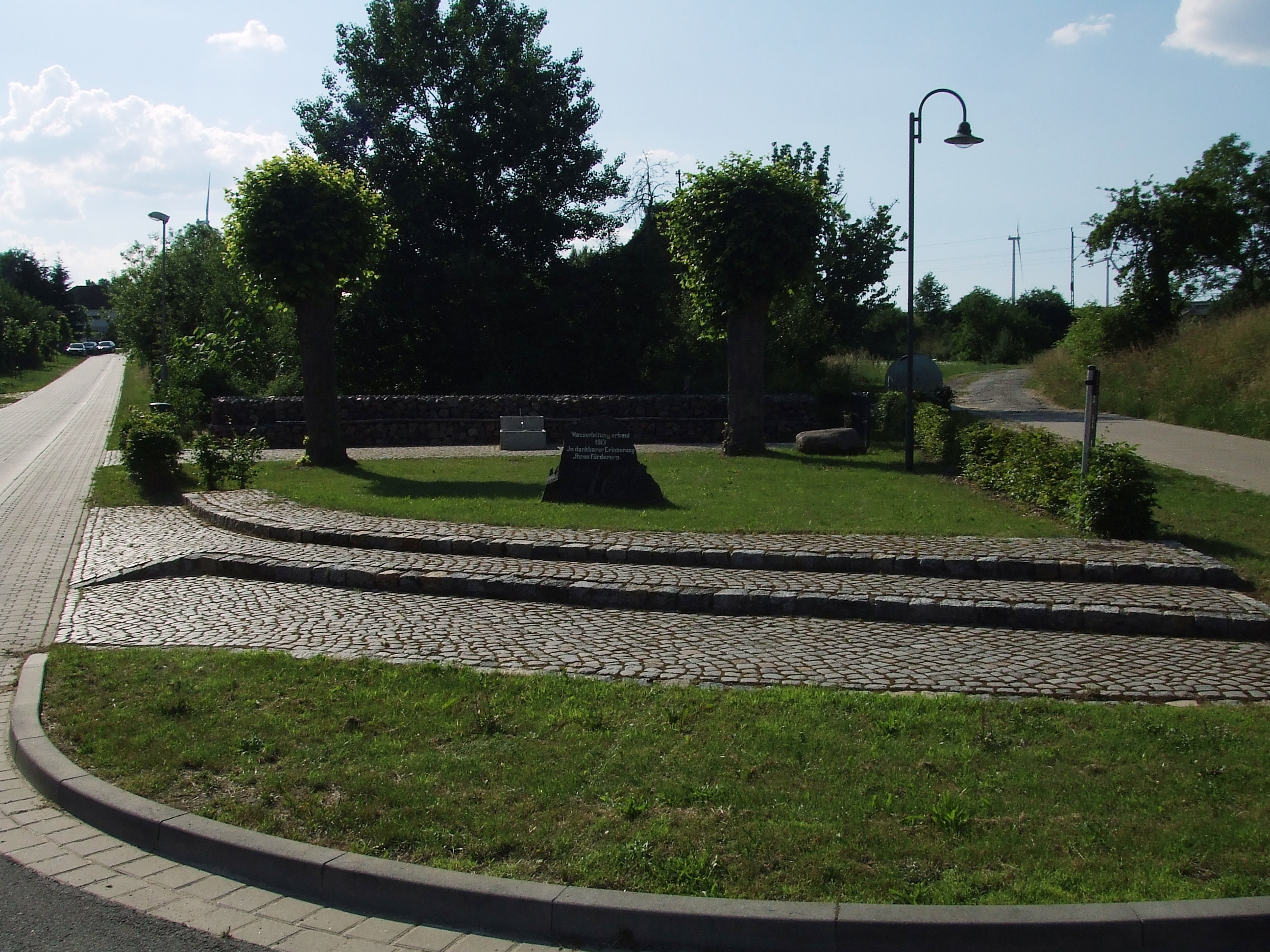
Spring

Noch immer wird die Wasserleitung von der Stüdenitzer Wasserleitungsgenossenschaft betrieben. Wohingegen das Abwasserleitungsnetz vom Wasser- und Abwasserverband Dosse betrieben wird, der in den umliegenden Gemeinden auch das Trinkwassernetz betreibt. Jeder Hauseigentümer ist Mitglied in der Wassergenossenschaft, welche durch ehrenamtliche Tätigkeit von Mitgliedern geleitet wird. Im Jahr 1946 stieg die Einwohnerzahl durch Zuzug von Flüchtlingsfamilien von 690 (1939) auf 1067.

### Kommunalgeschichte

#### Zusammenfassung
Landschaftlich gehört die Ortschaft Stüdenitz zur Prignitz. Kommunalpolitisch gehörte Stüdenitz von 1816 bis 1952 dem Landkreis Ostprignitz an. Dieser wurde 1952 in die Kreise Kyritz und Wittstock geteilt und Stüdenitz war bis 1993 Teil des Kreises Kyritz im Bezirk Potsdam. Aus den Kreisen Kyritz, Neuruppin und Wittstock entstand 1993 der Landkreis Ostprignitz-Ruppin, dem Stüdenitz seit dem angehört. Mit der Ämterbildung 1992 kam Stüdenitz zum Amt Neustadt/Dosse, seit dem 1. Januar 2002 bildet Stüdenitz mit Schönermark eine Doppelgemeinde im Amt Neustadt (Dosse).

#### Gemeindegebietsreform
Bis zum 30. Dezember 2001 war Stüdenitz eine eigenständige Gemeinde. Aufgrund der Gemeindegebietsreform in Brandenburg bei der alle Gemeinden unter 500 Einwohnern nicht weiter bestehen durften, schloss sich die Gemeinde Stüdenitz nach einem Bürgerentscheid mit der Nachbargemeinde Schönermark zur neuen Gemeinde Stüdenitz-Schönermark zusammen. Von der Landespolitik war ein Zusammenschluss mit Breddin erwünscht, welcher aber bei zwei Bürgerentscheiden von den Stüdenitzern jeweils abgelehnt wurde. Die Schönermarker die im Gegensatz zu Stüdenitz nicht dem Amt Neustadt (Dosse), sondern dem Amt Kyritz angehörten, sollten sich mit der Stadt Kyritz zusammenschließen, was aber ebenfalls abgelehnt wurde. Da Stüdenitz und Schönermark eng miteinander verbunden waren, kam es zu einem Zusammenschluss über die Amtsgrenzen hinweg.

## Persönlichkeiten
- Karl Wilhelm Penzler (1816–1873), Pfarrer 1854–1873
- Eva Hoffmann-Aleith (1910–2002), Pfarrerin 1940–1974

## Öffentliche Bauwerke

### Kirche
Die Dorfkirche wurde zwischen 1856 und 1858 im Stil der Neugotik errichtet.

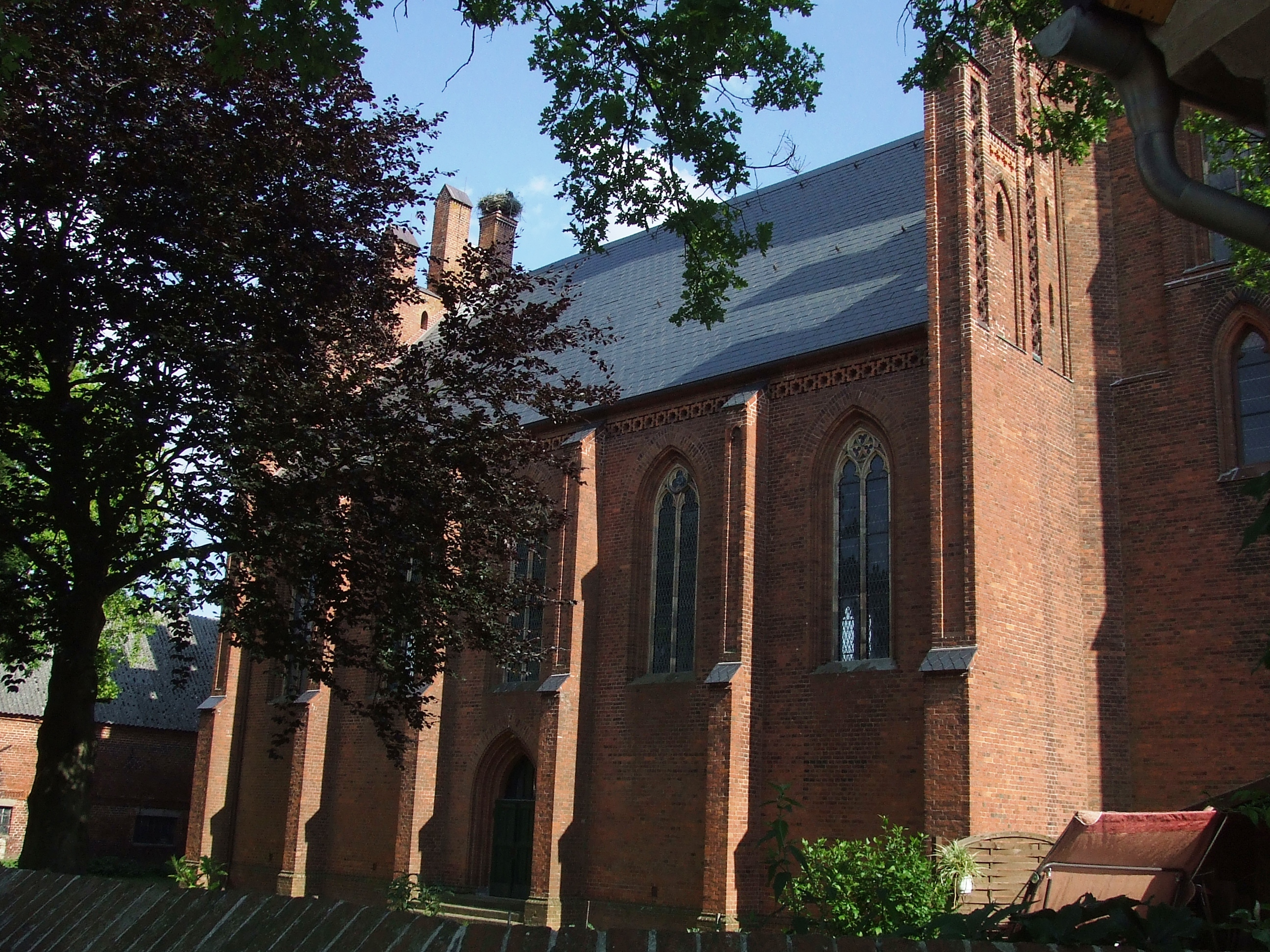
Kirchenschiff mit Storchennest
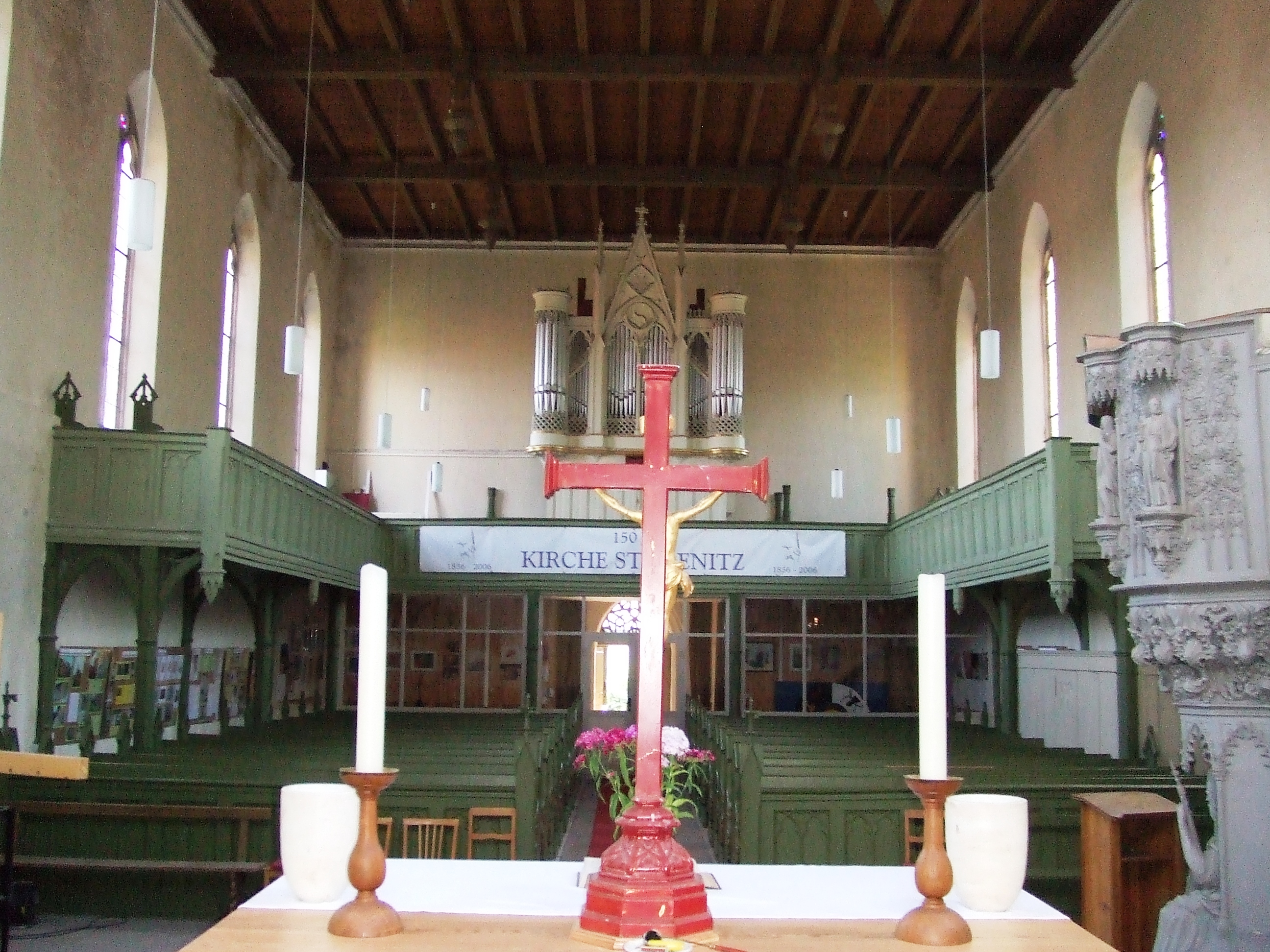
Blick in den hinteren Kirchenraum
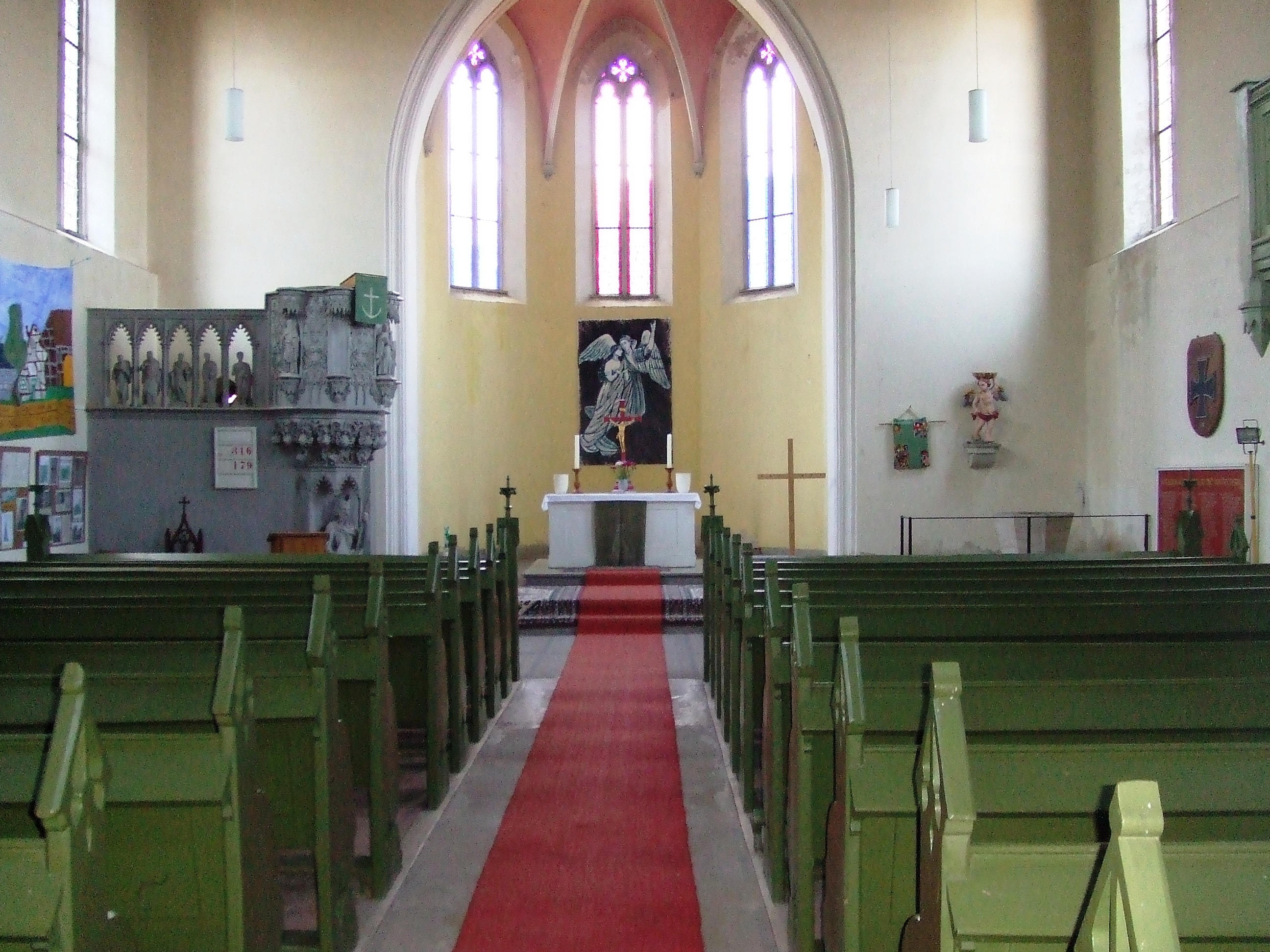
Blick zum Altar
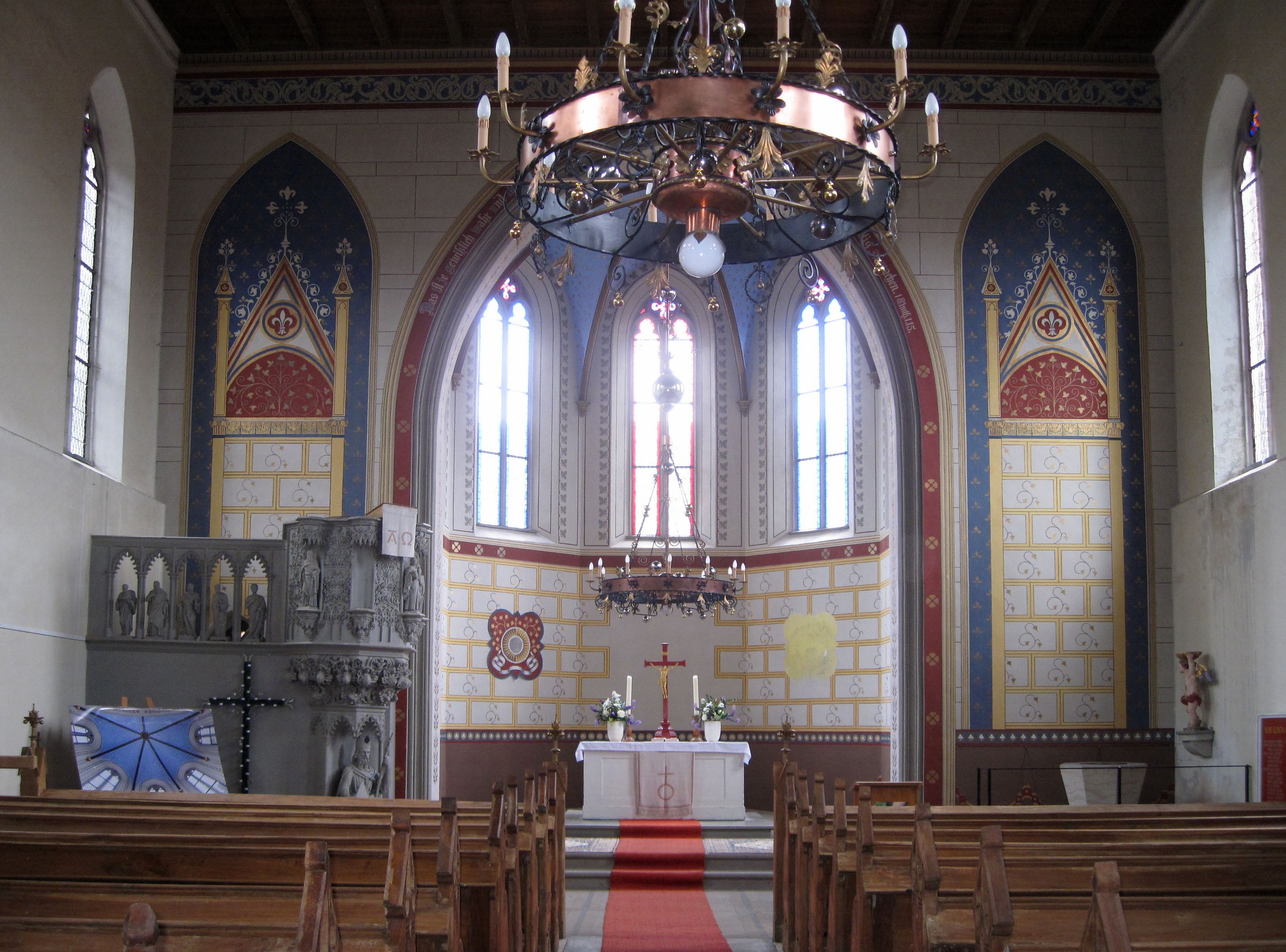
Blick zum Altar nach der Sanierung/Restaurierung Anfang 2000
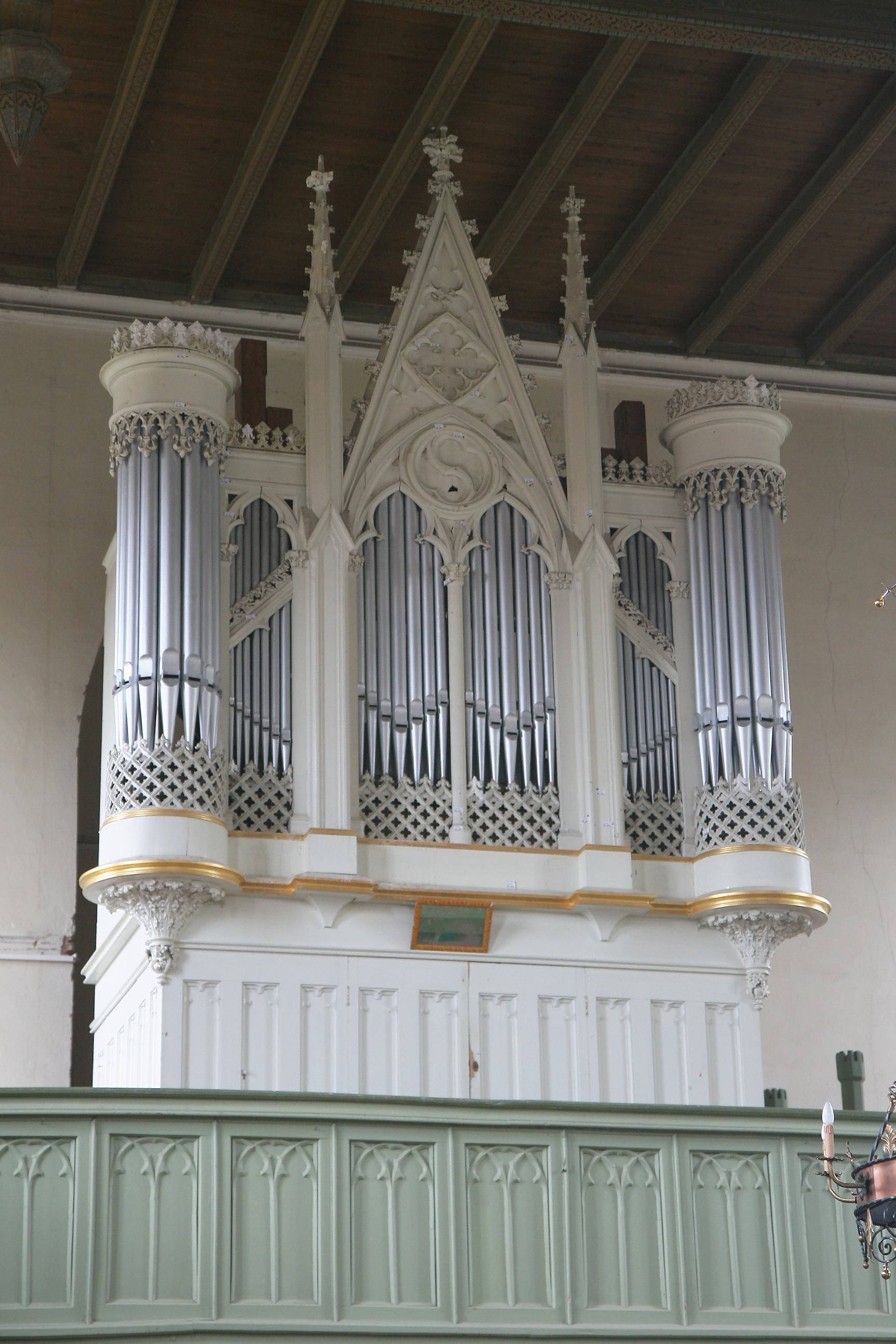
Buchholz-Orgel
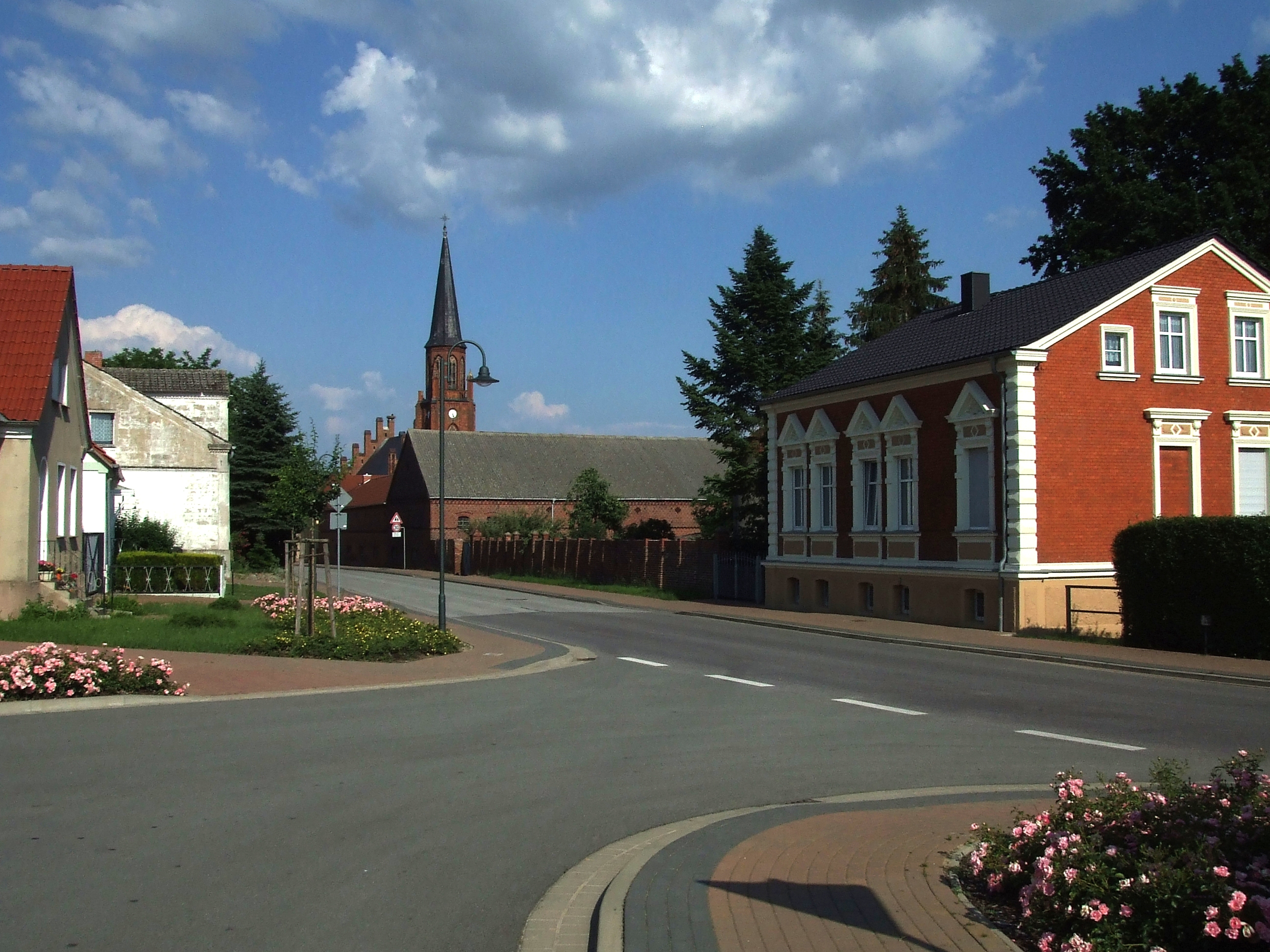
Kirchturm
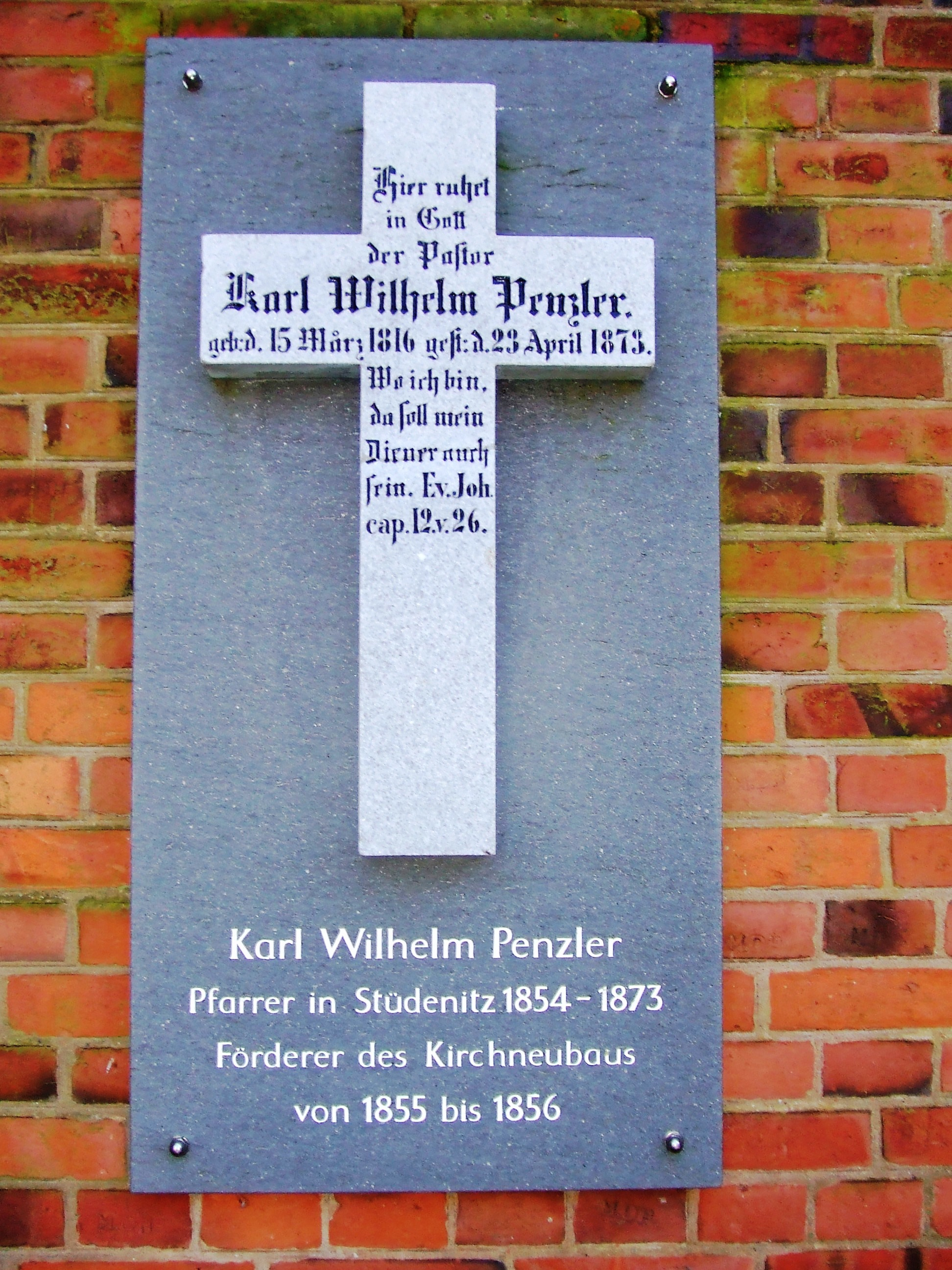
Gedenktafel am Kirchturm
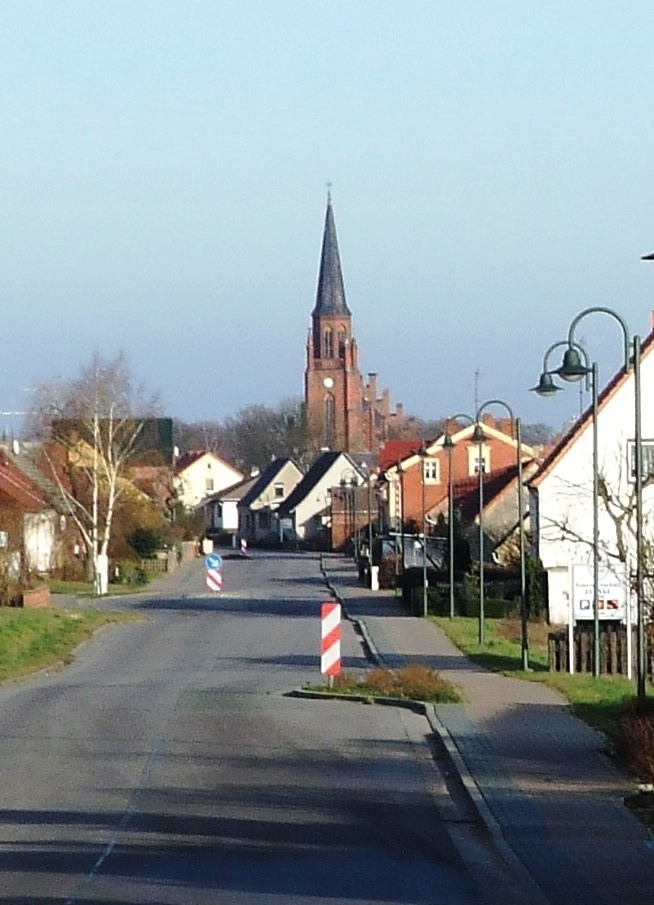
Kirchturm aus Richtung Havelberger Straße gesehen

### Feuerwehrhaus
Das Feuerwehrhaus der Freiwilligen Feuerwehr Stüdenitz, die 1909 gegründet wurde, ist für damalige Verhältnisse relativ großzügig bemessen gewesen. Es verfügte über drei Tore und zwei beheizbare Gefängniszellen, die bei dem Einbau eines größeren Tores entfernt wurden. Als weit sichtbares Zeichen verfügt es über einen Schlauchturm aus Holz, der zurzeit allerdings mit Platten verkleidet ist.
|  |

### Bürgerhaus
Das heutige Bürgerhaus von Stüdenitz ist bis 1994 das Hauptgebäude der Schule gewesen. Die Nebengebäude der Schule, 3 Baracken Gebäude, wurden mittlerweile abgerissen. Heute dient das Bürgerhaus als Versammlungs- und Feierraum, sowie im Obergeschoss als Jugendklub.
|  |

### Sporthaus
Das Sporthaus wurde 1958 mit viel Eigenleistung der Sportler erbaut. Der Zustand, in dem es sich heute befindet, wurde durch einen Umbau, 1991 hergestellt. Dies war durch einen Kredit und viel Eigenleistung der Sportler möglich.
|  |

### Kegelbahn
Im Jahre 1976 wurde durch viel Eigenleistung eine neue Kegelbahn, mit zwei Bahnen, gebaut. Nachdem die Kegelbahn im November 2006 30 Jahre alt wurde, war eine Erneuerung der Bahnanlage dringend notwendig. Durch die finanzielle Unterstützung der Gemeinde Stüdenitz-Schönermark und viele Stunden Eigenleistung der Kegler, sowie durch die Unterstützung von Sponsoren wurde im Jahr 2007 die Kegelbahn erneuert.
|  |

## Verkehr
Stüdenitz wird von der Landesstraße 141 in Ost-West-Richtung durchzogen und liegt etwa auf halber Strecke zwischen Neustadt (Dosse) und Havelberg. Im Norden unmittelbar hinter den Häusern verläuft die Bahnstrecke Berlin-Hamburg ebenfalls in Ost-West-Richtung. Die Bahnhofstraße führt heute allerdings nicht mehr zu einem Bahnhof, sondern endet auf dem ehemaligen Bahnhofsvorplatz direkt an den Gleisen. Der Bahnhof wurde beim Ausbau der Bahnstrecke abgetragen und der Übergang wurde geschlossen, wodurch die Bahnhofstraße zur Sackgasse geworden ist. Der nächstgelegene Bahnhof befindet sich heute im Nachbarort Breddin.
Stüdenitz gliedert sich in sieben Straßen. Wobei die Landesstraße 141 in die drei Abschnitte Siedlung, Kyritzer Straße und Havelberger Straße geteilt ist. Die weiteren vier Straßen sind die Lohmer Straße nach Lohm, die Sophiendorfer Straße nach Sophiendorf, die Bahnhofstraße und die Straße Am Berg unter der Bahn hindurch zum Milchviehstall.

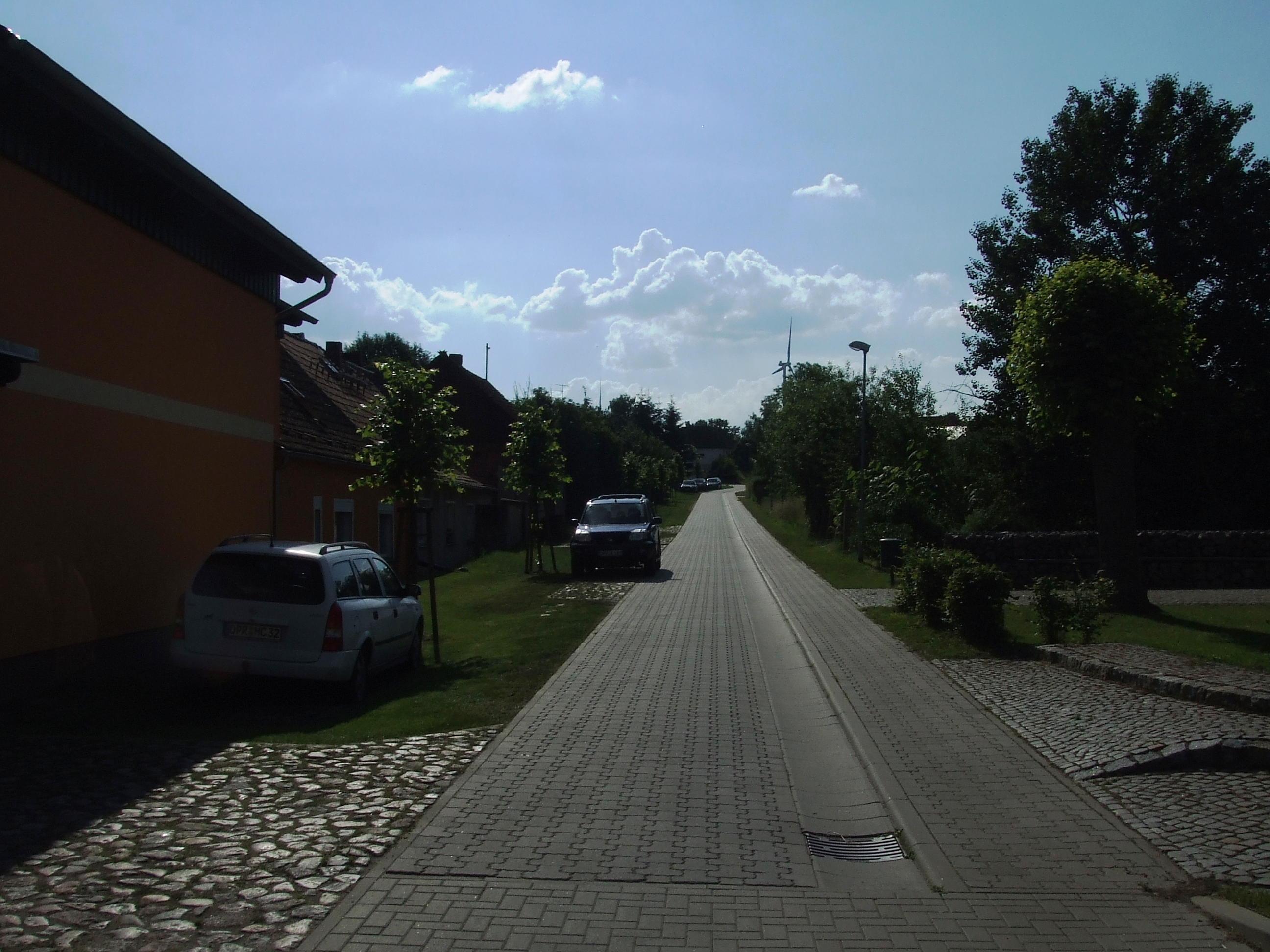
Bahnhofstraße
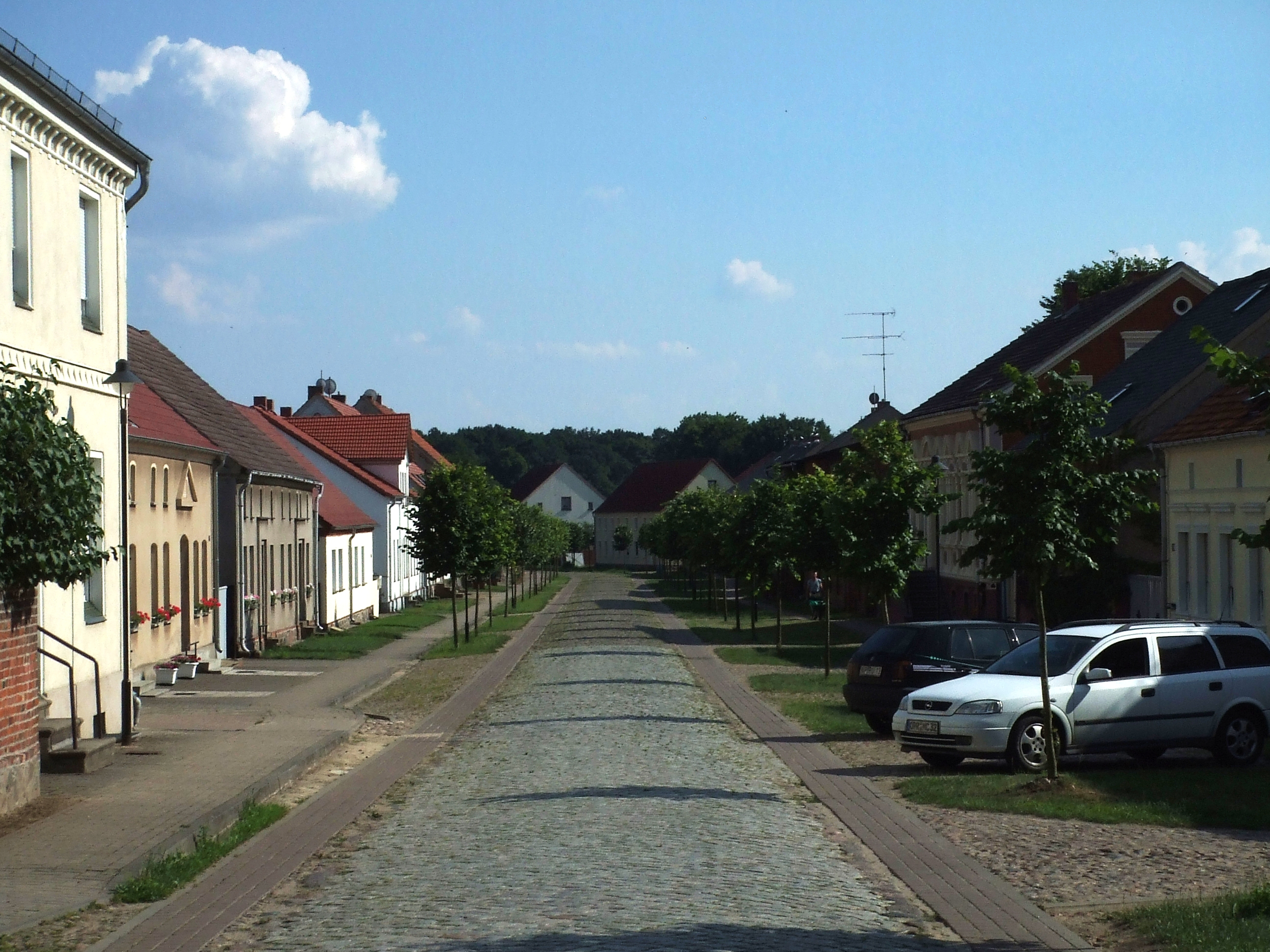
Lohmer Straße
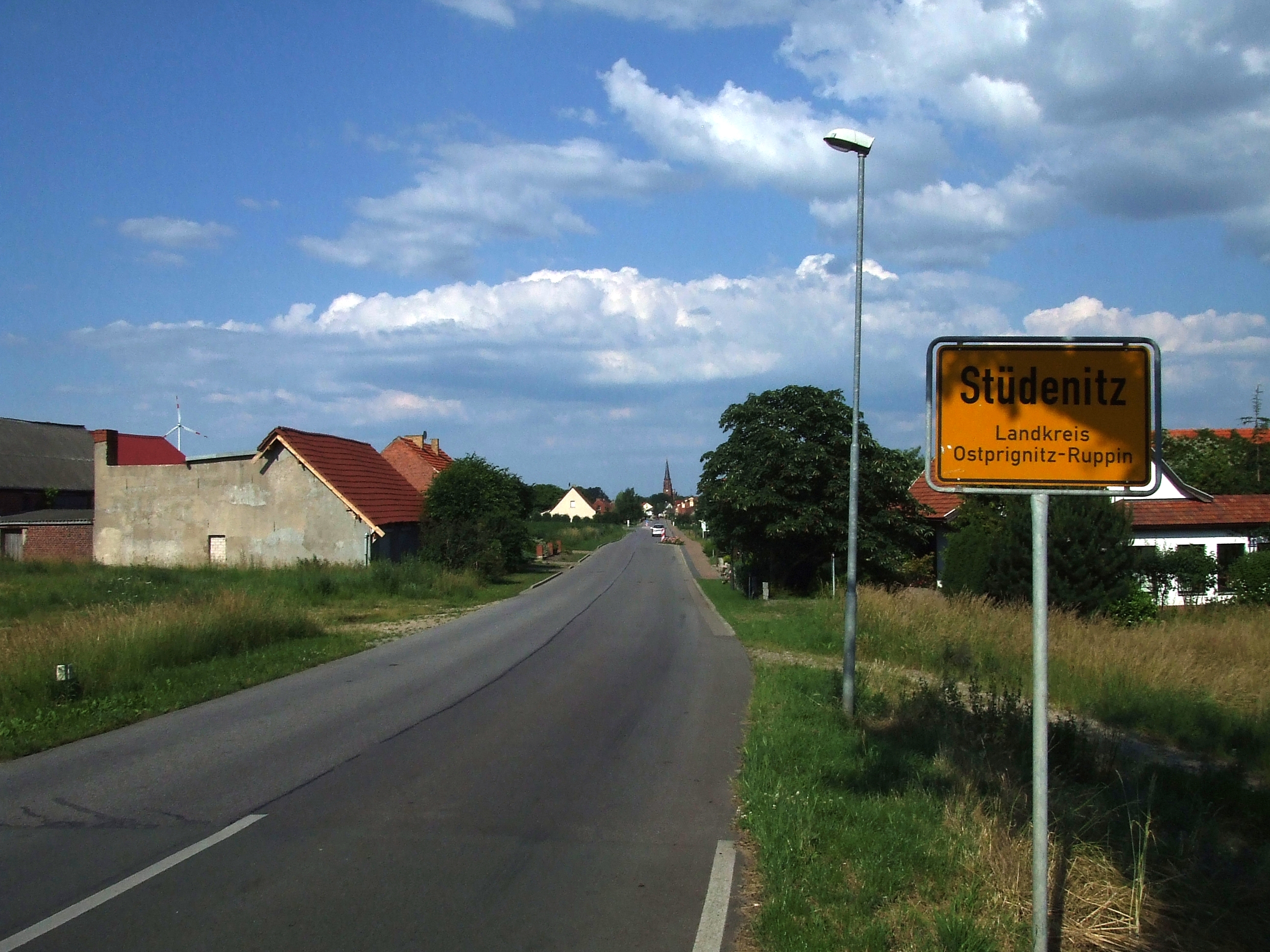
Havelberger Straße
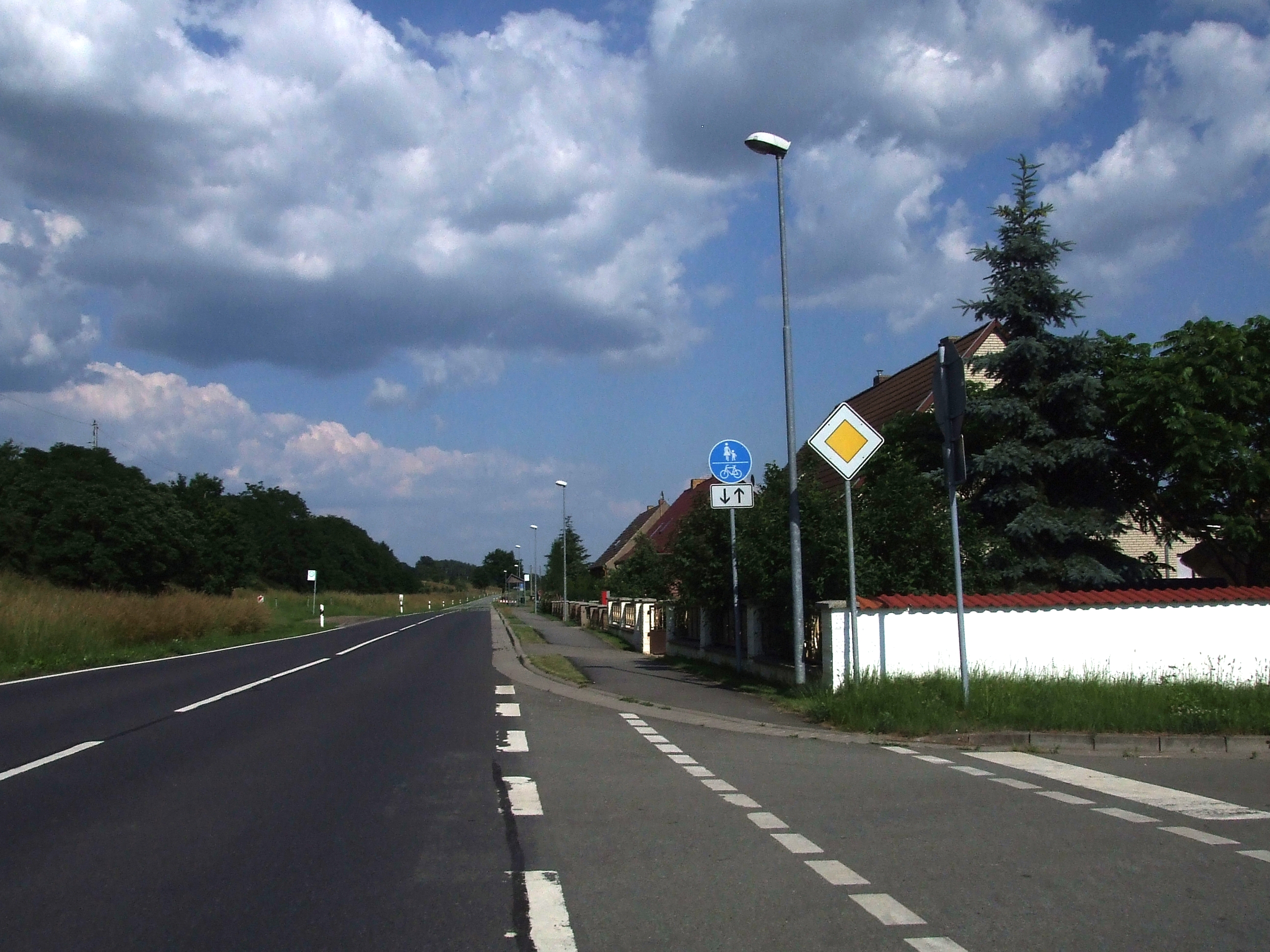
Siedlung
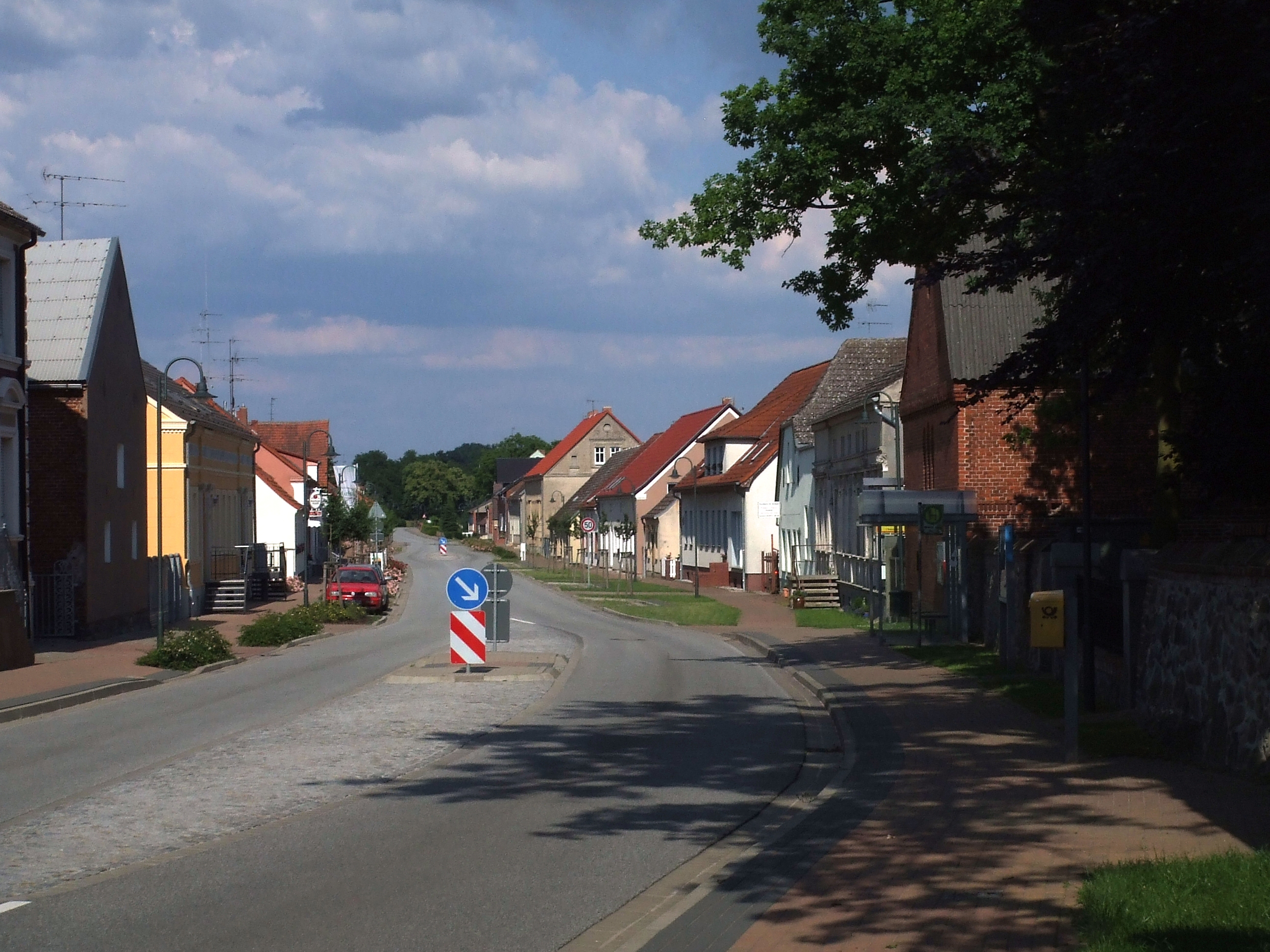
Kyritzer Straße
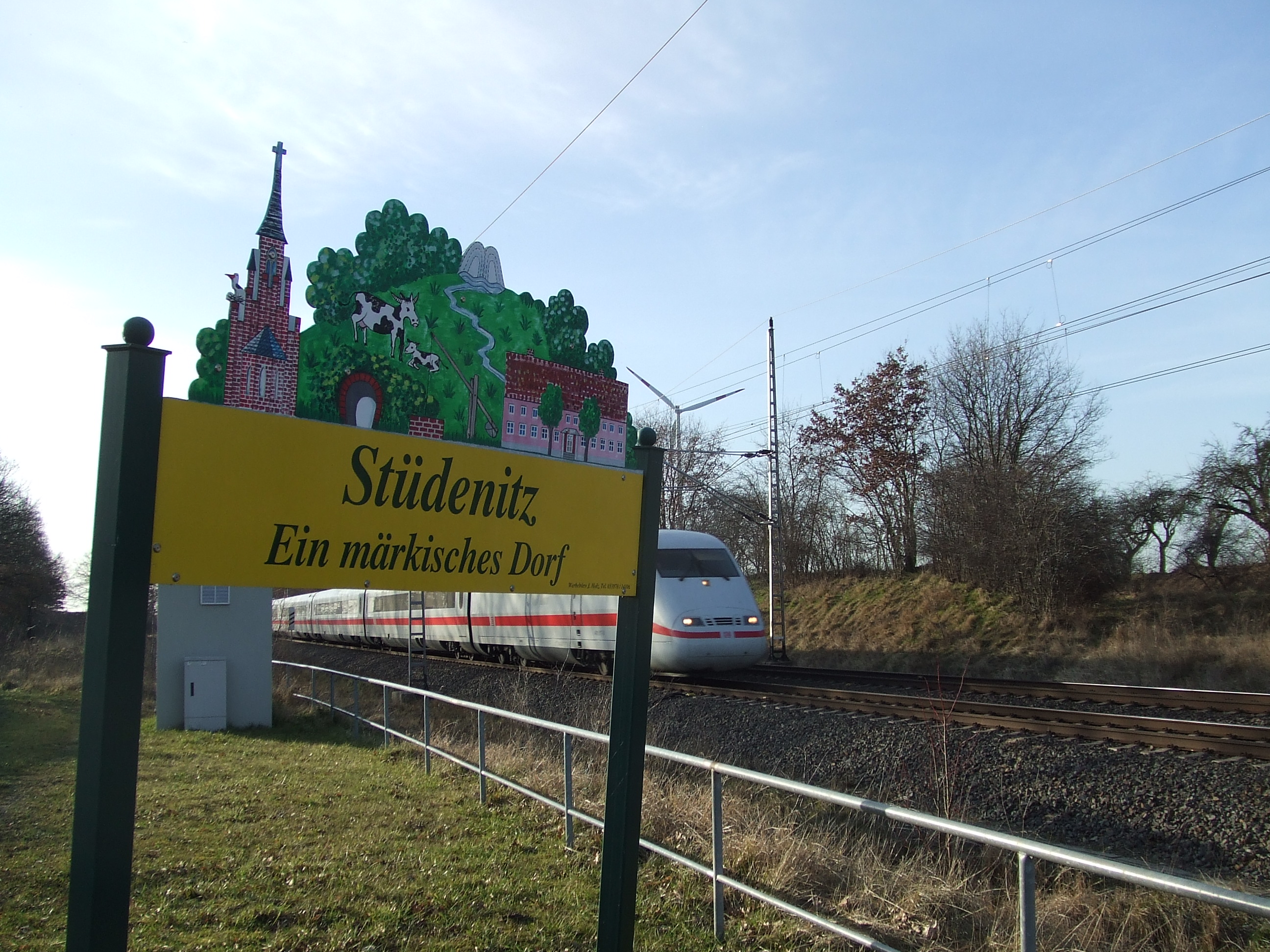
Ehemaliger Bahnhofsvorplatz

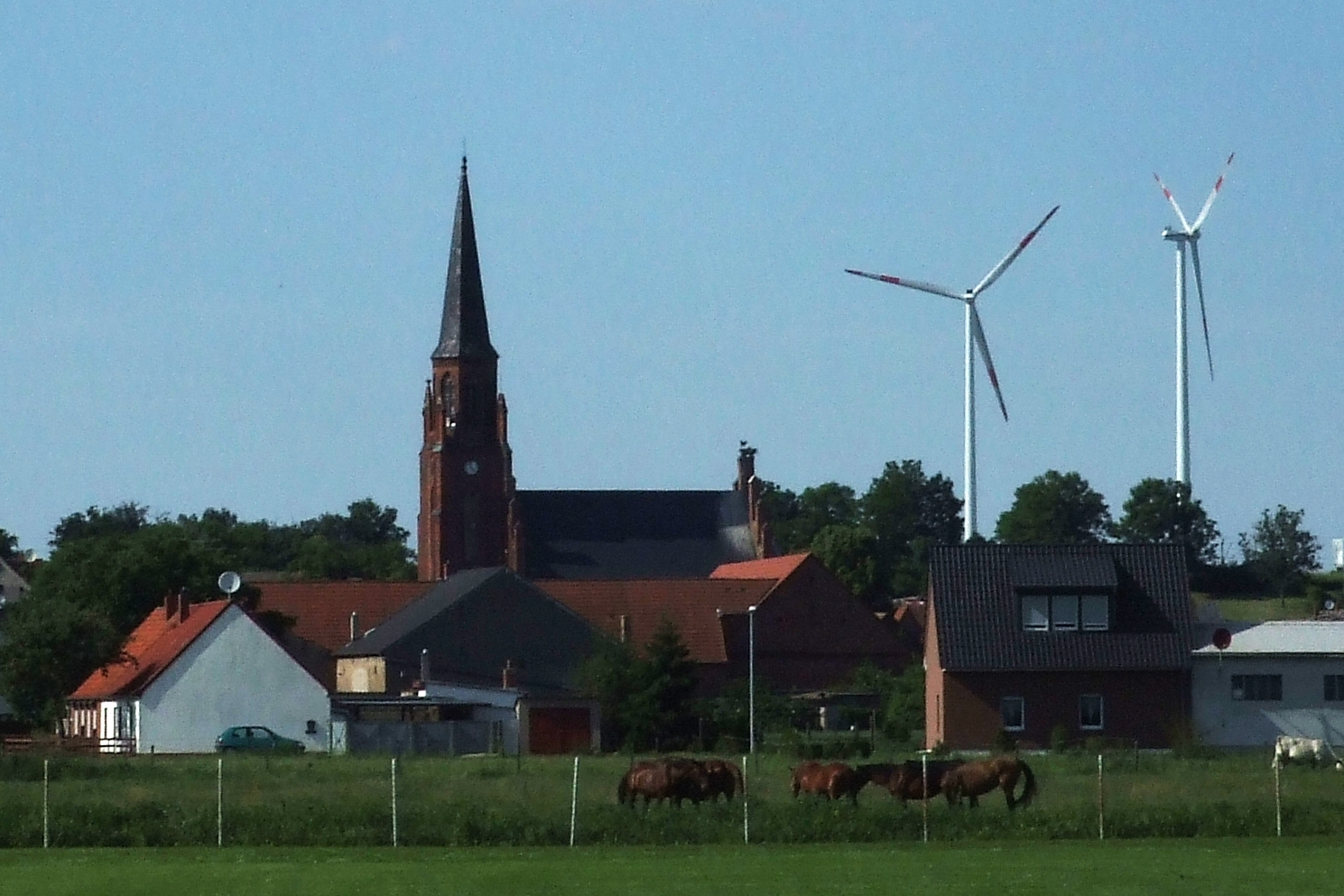
Blick auf Kirche von Süden

## Sehenswürdigkeiten
- die Backsteinkirche von 1856
- Findling mit Echsenabdruck
- Storchennest auf dem Kirchenschiff